# جمال لعروسي
جمال لعروسي هو مغني، ملحن، كاتب كلمات، عازف متعدد الآلات وموزع موسيقي جزائري. من مواليد الجزائر العاصمة.

## السيرة الذاتية
و لد بعين تموشنت ببلدية سيدي بن عدة ودرس الموسيقى في أحد معاهدها قبل أن ينتقل إلى ألمانيا عام 1989 ليكمل دراسته الموسيقية في المعهد العالي للموسيقى بكولونيا الذي تخرج منه بامتياز عام 1994 متحصلا على دبلوم في العزف على الإيتار تخصص جاز. تم تصنيف جمال لعروسي من بين أفضل 20 عازف غيتار في العالم حاليا. كما يتقن العزف على الآلات الإيقاعية. رغم كونه أعسر ويعزف باليد اليسرى، إلا أنه من القلائل في العالم الذين يعزفون على الجيتار العادي بالمقلوب (بدل استعمال الجيتار الخاص بمن يستعمل اليد اليسرى فهو يستعمل الجيتار العادي ولكنه يعزف عليه باليسرى مما يجعل ترتيب الأوتار معكوسا من الفوق إلى الأسفل).
- أصدر أغنيته الشهيرة Etoile Filante عام 1999 وأطلقها كسينغل/Single في الجزائر عام 2000 ولاقت نجاحا باهرا ببقائها في المركز الأول في سباق الأغاني الجزائري على الإذاعة الوطنية لمدة ستة أشهر.
- سنة 2002 صور أغنيته ما زال ما زال وعرضت على التلفزيون الجزائري.
- عام 2003 أصدر ألبوم Etoile Filante الذي مازج فيه بين الموسيقى الجزائرية والمغاربية خصوصا الشعبي العاصمي والقبائلي والقناوي والإيقاعات اللاتينية والجاز وأحيانا الموسيقى الشرقية(في أغنية Etoile Filante).
- سنة 2007 أطلق ألبوم المرابطين الثلاث Les 3 Marabout الذي خصصه للموسيقى الروحية القناوية التي تعني له الكثير كون عائلة والده لها تاريخ قديم مع الزوايا كما أن عمه كان أستاذا في إحدى زوايا ولاية عين تيموشنت. الألبوم أهداه لقرية والده في عين تيموشنت التي تشتهر بثلاث شيوخ مرابطين وهو ألبوم يحتفي بالطقوس القناوية وبالمرابطين من مختلف المدن الجزائرية وكعادته أدخل الكثير من التأثيرات الغربية كالجاز والفانك وموسيقى جزر الأنتيل وأيضا الريغي والبوسا البرازيلية.
يؤدي جمال لعروسي أغانيه بالعربية والفرنسية غالبا وبالأمازيغية القبائلية أحيانا(والدته من منطقة القبائل).
شارك في عدة ورشات موسيقية وندوات حول الموسيقى الشمال-إفريقية في الجزائر والمغرب وألمانيا وفرنسا والمكسيك والبرازيل.
و شارك في مهرجانات عديدة في الجزائر والدول المغاربية، أوروبا، كندا، البرازيل، المكسيك، كوبا وماليزيا. قبل إصدار ألبومه الأول كانت له مشاركات كعازف مع عدة فنانين غربيين كما تعامل مع فنانين جزائريين مثل الشاب مامي وفرقة ONB.
- سنة 2009 قام بإنجاز الموسيقى التصويرية للفيلم المغربي نامبر وان.
سنة 2010 رافق المغني الأمريكي ستيفي ووندرز في جولة فنية.
قدم جمال لعروسي عدة حفلات في الجزائر وشارك في مهرجانات مختلفة مثل مهرجان الموسيقى الحالية بولاية برج بوعريرج، مهرجان تيمقاد بباتنة ومهرجان الأغنية القناوية. وأطل في أغلب البرامج التلفزية الفنية في الجزائر كما ظهر كمتسابق في برنامج المغامرات برج الأبطال Fort-Boyard وشارك في حفل الختام لبرنامج اكتشاف المواهب  الموسم الثاني.
تم اختياره كسفير لمنظمة اليونيسف في الجزائر وشارك في فيديو حملة اليونيسيف من أجل حقوق الطفل.

## الألبومات
Etoile Filante 2003
Trois Marabouts 2007
Live Album 2004

## وصلات خارجية
- الموقع الرسمي www.djamellaroussi.com